# میشلین پرل
میشلین پرل (فرانسوی: Micheline Presle‎؛ زادهٔ ۲۲ اوت ۱۹۲۲ - درگذشتهٔ ٢١ فوریهٔ ٢٠٢۴) هنرپیشه اهل فرانسه بود. وی برنده جایزه سوزان بیانکتی در سال ۱۹۴۰ شده‌بود. 
از فیلم‌ها یا برنامه‌های تلویزیونی که وی در آنها نقش داشته‌است می‌توان به بی‌نوایان و مؤسسه زیبایی ونوس اشاره کرد.

## گزیده فیلمشناسی
- گرگ‌ومیش (فیلم ۱۹۴۴) (۱۹۴۵)
- در پارک اتفاق افتاد (۱۹۵۳)
- مؤسسه ریکوردی (فیلم) (۱۹۵۴)
- ناپلئون (فیلم ۱۹۵۵) (۱۹۵۵)
- کریستین (فیلم ۱۹۵۸) (۱۹۵۸)
- ترور (فیلم ۱۹۶۱) (۱۹۶۱)
- شیطان و ده فرمان (۱۹۶۲)
- پاداش (فیلم ۱۹۶۳) (۱۹۶۳)
- بینوایان (فیلم ۱۹۹۵) (۱۹۹۵)
- مؤسسه زیبایی ونوس (۱۹۹۹)
- شوشو (فیلم) (۲۰۰۳)
- یک روز در موزه (۲۰۰۸)
- مرد و سگش (۲۰۰۹)
- رفتن به جنوب (۲۰۰۹)
- مبلغان (۲۰۱۴)